# 로런스 더럴
로렌스 더럴(Lawrence Durrell, 1912년 ~ 1990년)은 영국의 시인 및 소설가이다. 인도에서 태어나, 영국 캔터베리에 있는 세인트 에드몬스 스쿨을 졸업하고 통신원으로 세계 각지에서 일했다. 《검은 책》(1938년)은 제임스 조이스의 수법을 따라서 쓴 작품이며, 〈저스틴〉(1957년), 〈발테이저〉(1958년), 〈마운트 올리브〉(1958년), 〈클레어〉(1960년)로 구성된 4부작 소설 《알렉산드리아의 4중주》는 그의 야심작이다. 시집으로는 《혼자만의 나라》(1943년), 《도시 · 평원 · 주민》(1946년)과 《주제넘게 보이는 것에 대하여》(1948년)가 있으며 시극으로 《사포》(1950년)가 있다. 최근작 《몬쉬에》(1974년)는 4부작에 이은 또 하나의 야심작이다.